# Anzin-Saint-Aubin
Anzin-Saint-Aubin é uma comuna francesa na região administrativa de Altos da França, no departamento de Pas-de-Calais. Estende-se por uma área de 5,13 km². Em 2010 a comuna tinha 2 860 habitantes (densidade: 557,5 hab./km²).